# Kekec
Kékec (Mežnarčev Gregec) je slovenski literarni lik in junak, ki ga je leta 1918 ustvaril Josip Vandot, ko se prvič pojavi v planinski pripovedki Kekec na hudi poti, objavljeni v mladinskem listu Zvonček (letnik 1918). Pojavi se še v dveh Vandotovih pripovedkah: Kekec na volčji sledi (1922) in Kekec nad samotnim breznom (1924).

## Opis lika
Kekec je pogumen in prijazen pastirček, ki na visokogorskih pašnikih doživi marsikaj zanimivega. Medtem ko se njegova čreda ovac in goveda mirno pase, se on sprehaja in raziskuje po gorskih travnikih in poteh. Kekec ima zelo dobra prijatelja, strahopetnega Rožleta in prijazno slepo deklico Mojco. 
Ko skupaj pasejo živino, jim težave povzročata hudobni divji lovec Bedanec in divja teta Pehta. Zviti in iznajdljivi Kekec se ju prav nič ne boji in ju vedno prelisiči, celo v ujetništvu pod njunim budnim očesom.

## Vandotove pripovedke
Tri planinske pripovedke o Kekcu so bile v mladinskem časopisu Zvonček objavljene z nekajletnim razmikom, vsaka v 12 mesečnih nadaljevanjih. V podnaslovu so bile označene kot "planinska pripovedka". 
| # | Naslov                       | Izid vseh dvanajstih delov   | Avtor        | Objava (priloga)       | Strani | Opomba                                                                                 |
| - | ---------------------------- | ---------------------------- | ------------ | ---------------------- | ------ | -------------------------------------------------------------------------------------- |
| 1 | "Kekec na hudi poti"         | 1. januar – 1. december 1918 | Josip Vandot | mladinski list Zvonček | 86     | januarja in julija sta bili objavljeni dve nadaljevanji, februarja in junija pa nobeno |
| 2 | "Kekec na volčji sledi"      | 1. januar – 1. december 1922 | Josip Vandot | mladinski list Zvonček | 117    | julija sta bili objavljeni dve nadaljevanji, avgusta pa nobeno                         |
| 3 | "Kekec nad samotnim breznom" | 1. januar – 1. december 1924 | Josip Vandot | mladinski list Zvonček | 123    | pripovedka je bila objavljena vsakega prvega v mesecu vse leto                         |

Pripovedka je izhajala v mesečnih nadaljevanjih "lista s podobami za slovensko mladino" Zvonček, v rubriki Priloga Zvončku.

## Filmi
Po Vandotovih planinskih pripovedkah in motivih je Jože Gale posnel tri filme o Kekcu:
| # | Poster | Film             | Datum izida       | Režiser   | Producent    | Skladatelj       | Produkcij. hiša | Distribucija                              | Posneto po pripovedki                     | Lik (igralec/-ka) | Opomba                                                                                               |
| - | ------ | ---------------- | ----------------- | --------- | ------------ | ---------------- | --------------- | ----------------------------------------- | ----------------------------------------- | --- | --- |
| 1 |        | "Kekec"          | 18. december 1951 | Jože Gale | Dušan Povh   | Marjan Kozina    | Triglav Film    | Vesna film (prvotno) Viba film (trenutno) | "Kekec nad samotnim breznom" (1924)       | Kekec (Matija Barl) Kosobrin (Frane Milčinski) Bedanec (France Presetnik) Mojca (Zdenka Logar) Tinka (Alenka Lobnikar) Rožle (Jože Mlakar) Mišnjek (Modest Sancin)    | sploh prvi slovenski mladinski celovečerec nagrado Zlati levi na beneškem festivalu prejme leta 1952 |
| 2 |        | "Srečno, Kekec!" | 15. december 1963 | Jože Gale | Dušan Povh   | Marjan Vodopivec | Viba film       | Viba film                                 | "Kekec na volčji sledi" (1922)            | Kekec (Velimir Gjurin) Mojca (Blanka Florjanc) Rožle (Martin Mele) Pehta (Ruša Bojc) oče (Bert Sotlar) mati (Marija Goršič) berač (Stane Sever)                       | sploh prvi slovenski barvni celovečerni film                                                         |
| 3 |        | "Kekčeve ukane"  | 23. december 1968 | Jože Gale | Ljubo Struna | Bojan Adamič     | Viba film       | Vesna film (prvotno) Viba film (trenutno) | "po motivih Vandotovih pripovedk o Kekcu" | Kekec (Zlatko Krasnič) Bedanec (Polde Bibič) Rožle (Boris Ivanovski) Mojca (Jasna Krofak) Tinkara (Fanika Podobnikar) Brincelj (Milorad Radovič) Vitranc (Jože Zupan) | zadnji in daleč najslabše ocenjen, obiskan in sprejet film o Kekcu                                   |

- Jože Gale (režiser trilogije)
- Matija Barl (Kekec I)
- Gjurin (Kekec II)
- Zlatko Krasnič (Kekec III)
- Presetnik (Bedanec I)
- Ruša Bojc (Pehta)
- Bibič (Bedanec II)

## Ostalo

### Televizijska serija
- Jože Gale je po koncu filmske trilogije imel resen namen posneti tudi televizijsko serijo o Kekcu, po Vandotovih pripovedkah, vendar do realizacije žal nikoli ni prišlo.

## Sorodna literatura
- Resnična zgodba o Kekcu
- Kekec in divji mož (pripoved)
- Kekčevi izleti (gorski pohodnik)
- Kekec in Bedanec, Kekec in Pehta, Kekec in Prisank (slikanice)

## Primerjava z drugimi liki
Zgodbo Kekec lahko primerjamo z drugimi zgodbami s podobnim naslovom:
- Pastir s čudežnim kravjim rogom
- Pastirček in čarovnikova hči
- Svinjski pastir
- Pastirček

Ter z drugimi zgodbami s podobno vsebino oziroma zgodbe z junaškimi liki:
- Rusica pregnala grdinico iz lisičje hišice
- Martin Krpan
- Peter Klepec
- Kralj Matjaž